# Johann Riegler
Johann Riegler (* 17. Juli 1929 in Wien; † 8. September 2011) war ein österreichischer Fußballspieler, der im Mittelfeld spielte.

## Karriere
Riegler begann seine fußballerische Karriere beim SV Eis im 2. Wiener Gemeindebezirk, wechselte aber ein Jahr später in die Jugendmannschaft des FC Wiens. Mit eben diesem Verein kam er am 1. Oktober 1944 – notgedrungen, da einige Spieler von der Luftwaffe keine Spielberechtigung bekamen – mit 15 Jahren zu seinem Kampfmannschaftsdebüt beim Match gegen den Wiener Sport-Club im abgebrochenen (und später als inoffiziell gewerteten) Verwaltungsbereich Südost Oberklasse. 1948 wechselte er zu SK Rapid Wien, wo er von 1948 bis 1958 spielte. In dieser Zeit wurde er fünf Mal österreichischer Meister.
Nach drei Jahren bei Rapids Lokalrivalen Austria Wien wechselte er nach Frankreich, wo er zwei Saisonen für den RC Lens spielte. Seine Karriere ließ er nach der Rückkehr aus Frankreich beim SK Austria Klagenfurt ausklingen.
Riegler gehörte dem Kader der österreichischen Nationalmannschaft für die Fußball-Weltmeisterschaft 1954 in der Schweiz an, kam dort aber nicht zum Einsatz. Insgesamt bestritt er sechs Länderspiele für Österreich und erzielte dabei ein Tor. Er wurde am Stammersdorfer Zentralfriedhof bestattet.

## Erfolge
- 5 × österreichischer  Meister (1950/51, 1951/52, 1953/54, 1955/56, 1956/57)
- Zentropacup-Sieger 1951